# María Belén Martínez
María Belén Martínez (* 19. Oktober 1989) ist eine argentinische Gewichtheberin.

## Leben
Sie erreichte bei den Panamerikanischen Meisterschaften 2008 in der Klasse bis 63 kg den sechsten Platz. Bei den Panamerikanischen Meisterschaften 2009 trat sie in der Klasse bis 69 kg an und wurde Achte. 2010 war sie bei den Panamerikanischen Meisterschaften Siebte. Im Oktober desselben Jahres wurde sie allerdings bei einer Dopingkontrolle positiv auf Boldenon getestet und für zwei Jahre gesperrt. Nach ihrer Sperre trat sie 2013 wieder international wieder an und erreichte sowohl bei den Panamerikanischen Meisterschaften als auch bei den Südamerikameisterschaften den fünften Platz. Auch bei den Südamerikaspielen 2014 war Martínez Fünfte. 2015 wurde sie bei den Panamerikanischen Spielen Siebte.